# Епархия Порт-Луи
Епархия Порт-Луи (лат. Dioecesis Portus Ludovici) — епархия Римско-Католической Церкви, расположенная на острове Маврикий с центром в городе Порт-Луи.

## История
11 марта 1819 года Святой Престол учредил апостольский викариат Маврикия, выделив его из епархии Порт-Элизабет. Первоначально апостольский викариат Маврикия распространял свою юрисдикцию на Мыс Доброй Надежды, Маврикий, всю территорию Южной Африки, Мадагаскар и Австралию.
В 1829 году на Мадагаскаре был образован апостольский викариат Бурбон (сегодня — Епархия Сан-Дени-де-ла-Реюньон). В 1834 году от апостольского викариата Маврикия выделился апостольский викариат Новой Голландии и Тасмании (сегодня — Архиепархия Сиднея).
В 1837 году от апостольского викариата Маврикия отделился апостольский викариат мыса Доброй Надежды (сегодня — Епархия Порт-Элизабета). 7 декабря 1847 года апостольский викариат Маврикия был преобразован в епархию Порт-Луи.
В 1862 году от епархии Порт-Луи выделилась Апостольская префектура Сейшельских островов (сегодня — Епархия Порт-Виктория). 31 октября 2002 года от епархии Порт-Луи выделился Апостольский викариат Родригеса.
В настоящее время епархия Порт-Луи входит в Конференцию католических епископов Тихого океана.

## Ординарии

### Апостольский викариат Маврикия
- епископ Bishop William Placid Morris OSB[1](6.06.1837—1840);
- епископ William Bernard Allen Collier OSB (14.02.1840—7.12.1847).

### Епархия Порт-Луи
- епископ William Bernard Allen Collier OSB (7.12.1847—15.09.1863);
- епископ Michael Adrian Hankinson OSB (28.09.1863—21.09.1870);
- епископ William Benedict Scarisbrick OSB (22.12.1871—27.09.1887);
- архиепископ Лео Мёрен (27.09.1887—1.06.1895);
- епископ Peter Augustine O’Neill, OSB (22.05.1896—26.11.1909);
- епископ Джеймс Романус Билсброу OSB (13.09.1910—7.02.1916) — назначен архиепископом Кардиффа;
- епископ John Tuohill Murphy, CSSp (8.07.1916—16.04.1926);
- епископ Jacques Leen CSSp (16.04.1926—1.08.1933);
- архиепископ Jacques Leen, CSSp (1.08.1933—19.12.1949);
- епископ Daniel Liston CSSp (19.12.1949—23.04.1968);
- кардинал Жан Маржо (6.02.1969 — 15.02.1993) — кардинал с 28.06.1988 года;
- кардинал Морис Пья CSSp (15.02.1993 — 19.05.2023);
- епископ Jean Michaël Durhône (19.05.2023 — по настоящее время).